# Niphetogryllacris brevipennis
Niphetogryllacris brevipennis är en insektsart som beskrevs av Lucien Chopard 1958. Niphetogryllacris brevipennis ingår i släktet Niphetogryllacris och familjen Gryllacrididae. Inga underarter finns listade i Catalogue of Life.